# Consejo Departamental de Montevideo
El Consejo Departamental de Montevideo fue el poder ejecutivo que gobernó de manera colegiada el departamento de Montevideo entre los años 1952 y 1957.

## Composición
Los consejos departamentales de gobierno fueron creados junto con el Consejo Nacional de Gobierno por la Constitución de 1952. El Consejo Departamental de Montevideo estaba integrado por siete miembros, los cuales tenían atribuciones meramente ejecutivas del departamento y eran electos en las elecciones nacionales. La presidencia del Consejo era de forma protempore entre sus miembros.
A su vez, la Junta Departamental era quien ejercía funciones legislativas y de contralor.
Dicha forma de gobierno, luego de tres períodos consecutivos, fue sustuida en 1966, año en que se promulgó una nueva Constitución, la cual reemplazo el gobierno colegiado por un gobierno unipersonal, tanto a nivel nacional como departamental. De esta forma, en Montevideo se crearía nuevamente la figura del intendente departamental.

## Presidencia
Al igual que el Consejo Nacional de Gobierno, la presidencia del Consejo Departamental rotaba cada un año, por los integrantes electos con mayoría en los respectivos periodos. 

## Integrantes
| Consejo Departamental de Montevideo 1955 - 1959 | Consejo Departamental de Montevideo 1955 - 1959 | Consejo Departamental de Montevideo 1955 - 1959 | Consejo Departamental de Montevideo 1955 - 1959 |
|                                                 | Integrantes                                     | Partido                                         | Periodo                                         |
| ----------------------------------------------- | ----------------------------------------------- | ----------------------------------------------- | ----------------------------------------------- |
|                                                 | José Acquistapace                               | Partido Colorado                                | 15 de febrero de 1955 - 14 de febrero de 1959   |
| Alba Roballo                                    |                                                 | Partido Colorado                                | 15 de febrero de 1955 - 14 de febrero de 1959   |
| Edmundo Sisto                                   |                                                 | Partido Colorado                                | 15 de febrero de 1955 - 14 de febrero de 1959   |
| Juan Pravia                                     |                                                 | Partido Colorado                                | 15 de febrero de 1955 - 14 de febrero de 1959   |
|                                                 | Juan Pivel Devoto                               | Partido Nacional                                | 15 de febrero de 1955 - 14 de febrero de 1959   |
| Julio Hugalde                                   |                                                 | Partido Nacional                                | 15 de febrero de 1955 - 14 de febrero de 1959   |
| Luis Guarnaschelli                              |                                                 | Partido Nacional                                | 15 de febrero de 1955 - 14 de febrero de 1959   |
|                                                 | Consejo Departamental de Montevideo 1959 - 1963 |                                                 |                                                 |
|                                                 | Daniel Fernández Crespo                         | Partido Nacional                                | 15 de febrero de 1959 - 14 de febrero de 1963   |
| Luis Fígoli                                     |                                                 | Partido Nacional                                | 15 de febrero de 1959 - 14 de febrero de 1963   |
| Daniel Hugo Martins                             |                                                 | Partido Nacional                                | 15 de febrero de 1959 - 14 de febrero de 1963   |
| José Otamendi                                   |                                                 | Partido Nacional                                | 15 de febrero de 1959 - 14 de febrero de 1963   |
|                                                 | Luis Lorenzo y Deal                             | Partido Colorado                                | 15 de febrero de 1959 - 14 de febrero de 1963   |
| Raúl Goyenola                                   |                                                 | Partido Colorado                                | 15 de febrero de 1959 - 14 de febrero de 1963   |
| Ponciano Torrado                                |                                                 | Partido Colorado                                | 15 de febrero de 1959 - 14 de febrero de 1963   |
|                                                 | Consejo Departamental de Montevideo 1963 - 1967 |                                                 |                                                 |
|                                                 | Ledo Arroyo Torres                              | Partido Colorado                                | 15 de febrero de 1963 - 28 de febrero de 1967   |
| Fermín Sorhueta                                 |                                                 | Partido Colorado                                | 15 de febrero de 1963 - 28 de febrero de 1967   |
| Daniel Hugo                                     |                                                 | Partido Colorado                                | 15 de febrero de 1963 - 28 de febrero de 1967   |
| Elías Crocci                                    |                                                 | Partido Colorado                                | 15 de febrero de 1963 - 28 de febrero de 1967   |
|                                                 | Martins Santos                                  | Partido Nacional                                | 15 de febrero de 1963 - 28 de febrero de 1967   |
| Giorello Abelenda                               |                                                 | Partido Nacional                                | 15 de febrero de 1963 - 28 de febrero de 1967   |
| Jorge Freire Bazzino                            |                                                 | Partido Nacional                                | 15 de febrero de 1963 - 28 de febrero de 1967   |

| Predecesor: Intendente de Montevideo | Consejo Departamental de Montevideo (ejecutivo departamental colegiado) 1955-1967 | Sucesor: Intendente de Montevideo |